# Георг Вилхелм фон Хесен-Дармщат
Георг Вилхелм фон Хесен-Дармщат (на немски: Georg Wilhelm von Hessen-Darmstadt, * 11 юли 1722 в Дармщат, † 21 юни 1782 в Дармщат) е принц и ландграф на Хесен-Дармщат.
Той е вторият син на ландграф Лудвиг VIII фон Хесен-Дармщат (1691–1768) и съпругата му Шарлота фон Ханау-Лихтенберг (1700–1726), дъщеря, наследничнка на граф Йохан Райнхард III фон Ханау.
От 1738 г. до края на живота си той е на военна служба в родината си. Става генерал.
Георг Вилхелм се жени на 6 март 1748 г. за Мария Луиза фон Лайнинген-Дагсбург-Фалкенбург (1729–1818), дъщеря на граф Кристиан Карл Райнхард фон Лайнинген-Дагсбург. Георг Вилхелм получава чрез брака си няколко господства.
През 1764 г. Георг Вилхелм получава от баща си подарък стария палат и градината към него в Дармщат. Той го разширява.

## Деца
- Лудвиг Георг Карл (1749–1823)
- Георг Фридрих (1750−1750)
- Фридерика Каролина Луиза (1752–1782), 1768 г. омъжена за принц Карл II фон Мекленбург-Щрелиц (1741–1816)
- Георг Карл (1754–1830)
- Шарлота Вилхелмина Кристиана Мария (1755–1785)

∞ 1784 принц Карл II фон Мекленбург-Щрелиц (1741–1816)
- Карл Вилхелм Георг (1757–1797)
- Фридрих (1759–1808)
- Луиза Хенриета Каролина (1761–1829)

∞ 1777 ландграф Лудвиг X фон Хесен-Дармщат, бъдещ велик херцог на Хесен и при Рейн (1753–1830)
- Августа Вилхелмина Мария (1765–1796)

∞ 1785 херцог Максимилиан Йозеф фон Цвайбрюкен, бъдещ крал на Бавария